# マルメディ
マルメディ（フランス語: Malmedy 、ドイツ語: Malmedy、ワロン語: Måmdiy）は、ベルギーのワロン地域・リエージュ州の都市。

## 歴史

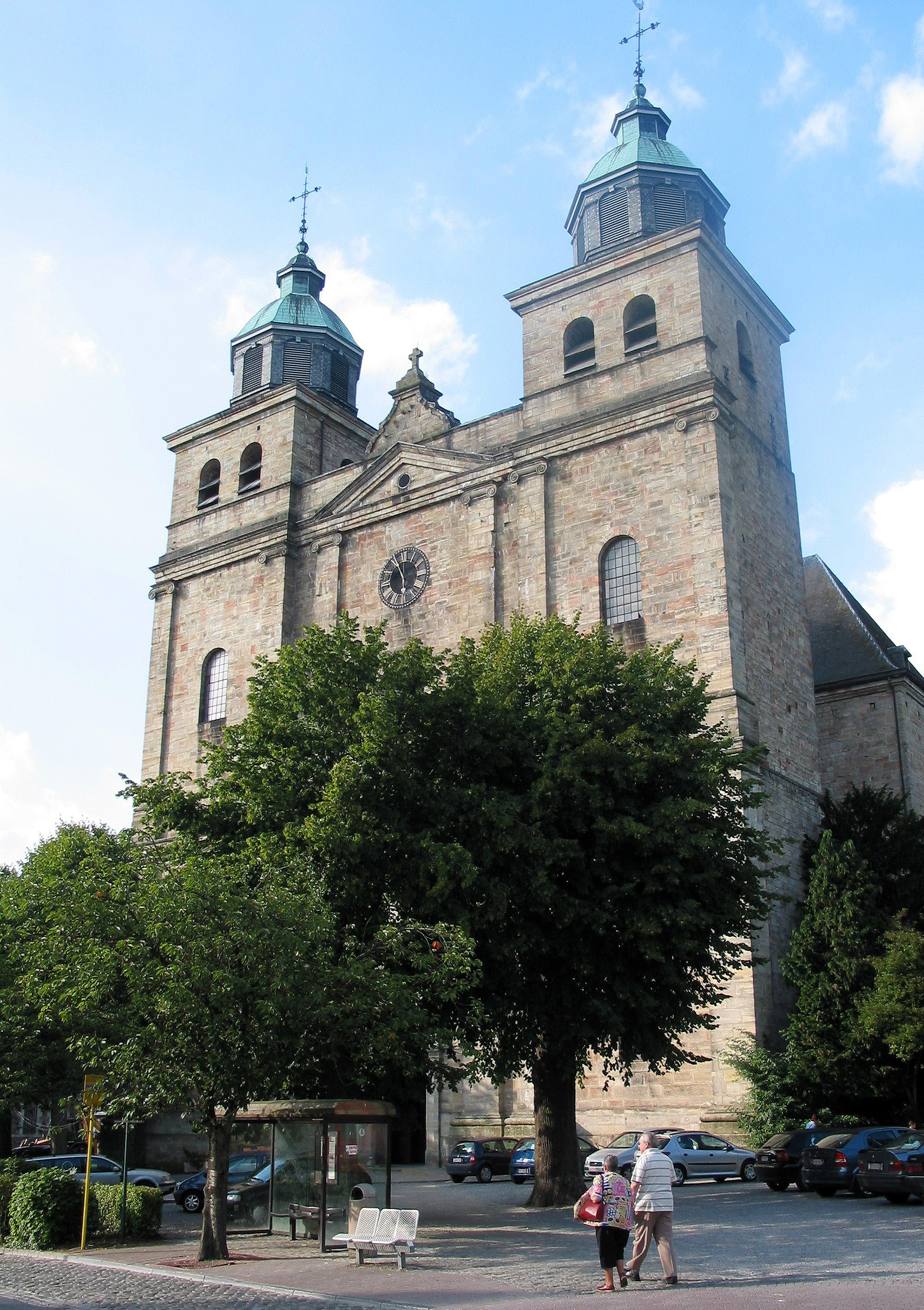
1777年建設のマルメディ聖堂

いくつかの古い文献によれば、マルメディの綴りは Malmédy となっていた。このアクセント符号は、プロイセンとドイツの一部となっていた時に意識的に付け足されたものだが、公式ウェブサイト上ではアクセント符号なしの Malmedy である。現在、市は政治的な自治権の地位を持ち、ワイムとともに、ドイツ語話者の多い東カントン内にあるフランス語地域となっている。
マルメディの教会は1777年に建てられ、1920年から1925年までCathédrale（大聖堂）であった。現在もCathédraleの呼称を使用している。

### 第一次世界大戦
第一次世界大戦終結後、マルメディと隣接するオイペンは、住民投票の結果ドイツから分離し、ベルギーに併合された。住民投票の投票用紙は、投票者の名前と住所の記入を必要とし、オイペンのドイツ語話者とマルメディのドイツ語話者は脅迫されていた。2つの町が正式に併合されたのは、1925年3月6日だった。

### 第二次世界大戦
第二次世界大戦中の1944年、マルメディ一帯は、84人のアメリカ人捕虜がナチス・ドイツ親衛隊の軍により処刑された、マルメディ虐殺事件の舞台となった。さらに、1944年12月23日から25日にかけ、実際はアメリカ軍の管理下にあったにもかかわらず、マルメディはアメリカ空軍に繰り返し空爆を受けた。およそ200人の市民が悲劇的な攻撃で殺され、アメリカ人被害者の人数はアメリカ合衆国旧陸軍省によって明らかにされることはなかった。